# Haus zum Wolf

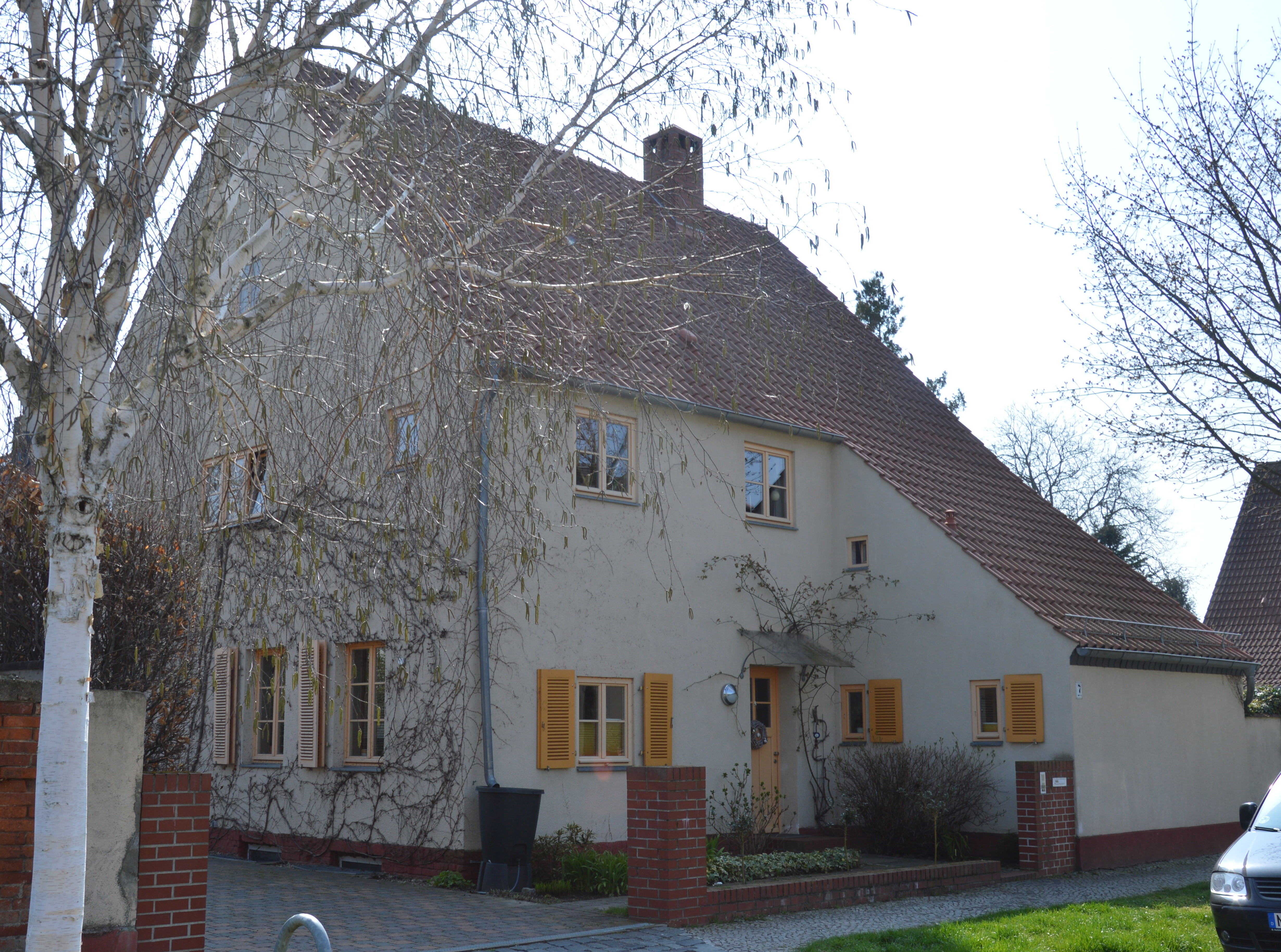
Haus Birkenweg 7

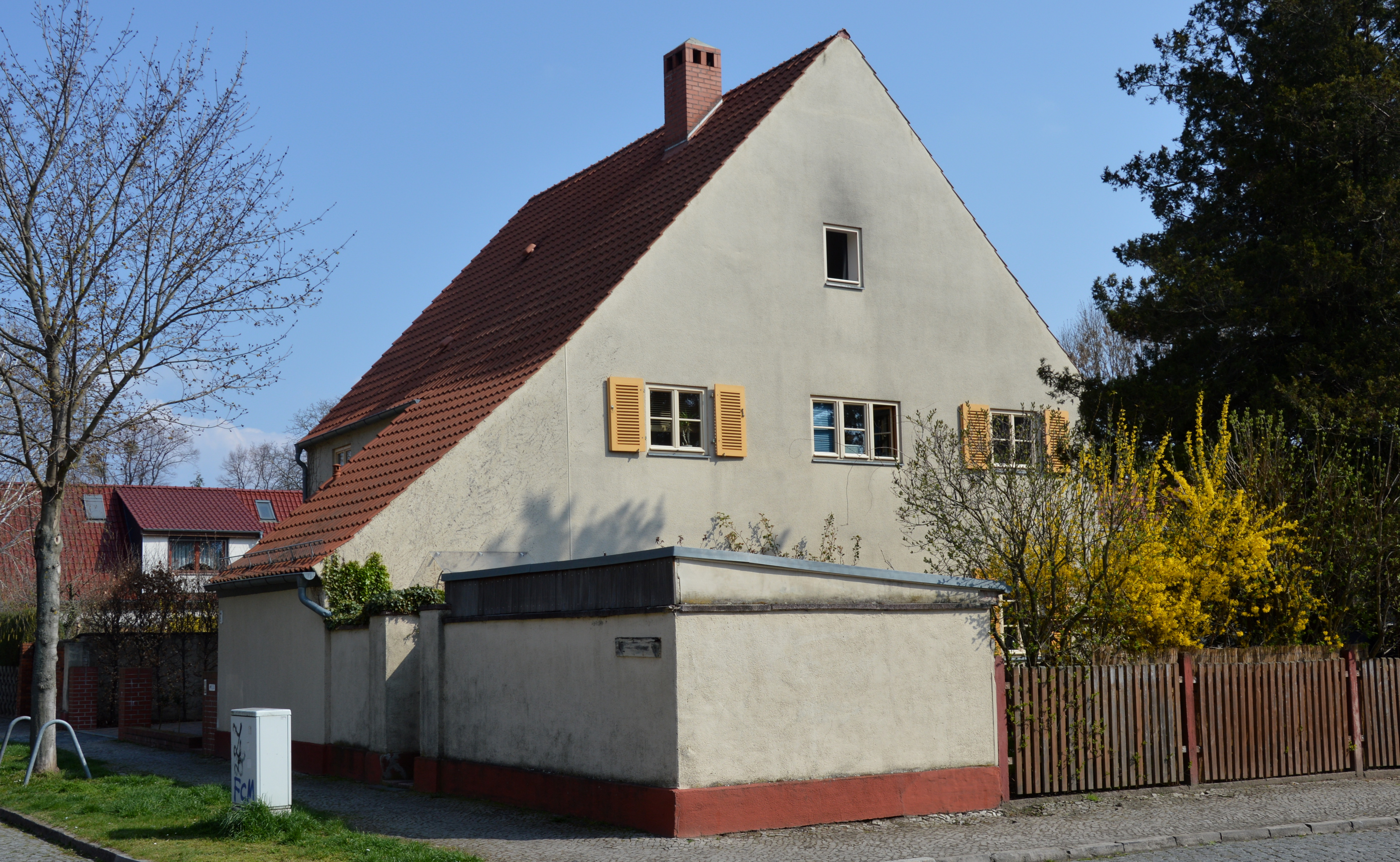
Blick von Süden

Das Haus zum Wolf ist ein denkmalgeschütztes Wohnhaus in Magdeburg in Sachsen-Anhalt.

## Lage
Es befindet sich an der Adresse Birkenweg 7 auf der Ostseite des Birkenwegs in einer Ecklage zur südlich einmündenden Straße Im Grünen im Magdeburger Stadtteil Hopfengarten.

## Geschichte und Architektur
Das zweigeschossige verputzte Wohnhaus wurde im Jahr 1910 für den Direktorial-Assistenten Paul Ferdinand Schmidt nach einem Entwurf  des bekannten Architekten Heinrich Tessenow errichtet.
Das Gebäude ist mit einem steilen Satteldach bedeckt, welches über einen Anbau tief herabgezogen ist. Die Fassaden sind schlicht gestaltet und wenig gegliedert. Sie werden durch Fensterläden und zierliche Sprossenfenster geprägt. Die typischen Elemente waren im Laufe des Bestehens des Gebäudes verloren gegangen, wurden jedoch wieder hergestellt.
Im örtlichen Denkmalverzeichnis ist das Wohnhaus unter der Erfassungsnummer 094 70619 als Baudenkmal verzeichnet.
Der Bau gilt schon aufgrund des bedeutenden Architekten als wichtig für die Magdeburger Architekturgeschichte. Zugleich wird es mit der Ausführung des traditionellen Haustyps und der zurückhaltenden Formensprache als typisch für die Reformarchitektur der Bauzeit angesehen.